# ジョシュア・ツリー国立公園
ジョシュア・ツリー国立公園（ジョシュア・ツリーこくりつこうえん、Joshua Tree National Park）は、カリフォルニア州南東部に位置するアメリカ合衆国の国立公園である。ロサンゼルスの東220キロメートルに位置する。面積は3,196平方キロメートルで東京都の約1.5倍である。1994年に国立公園に制定された。それ以前はアメリカ合衆国ナショナル・モニュメントという文化遺産という位置づけであった。

## 概要

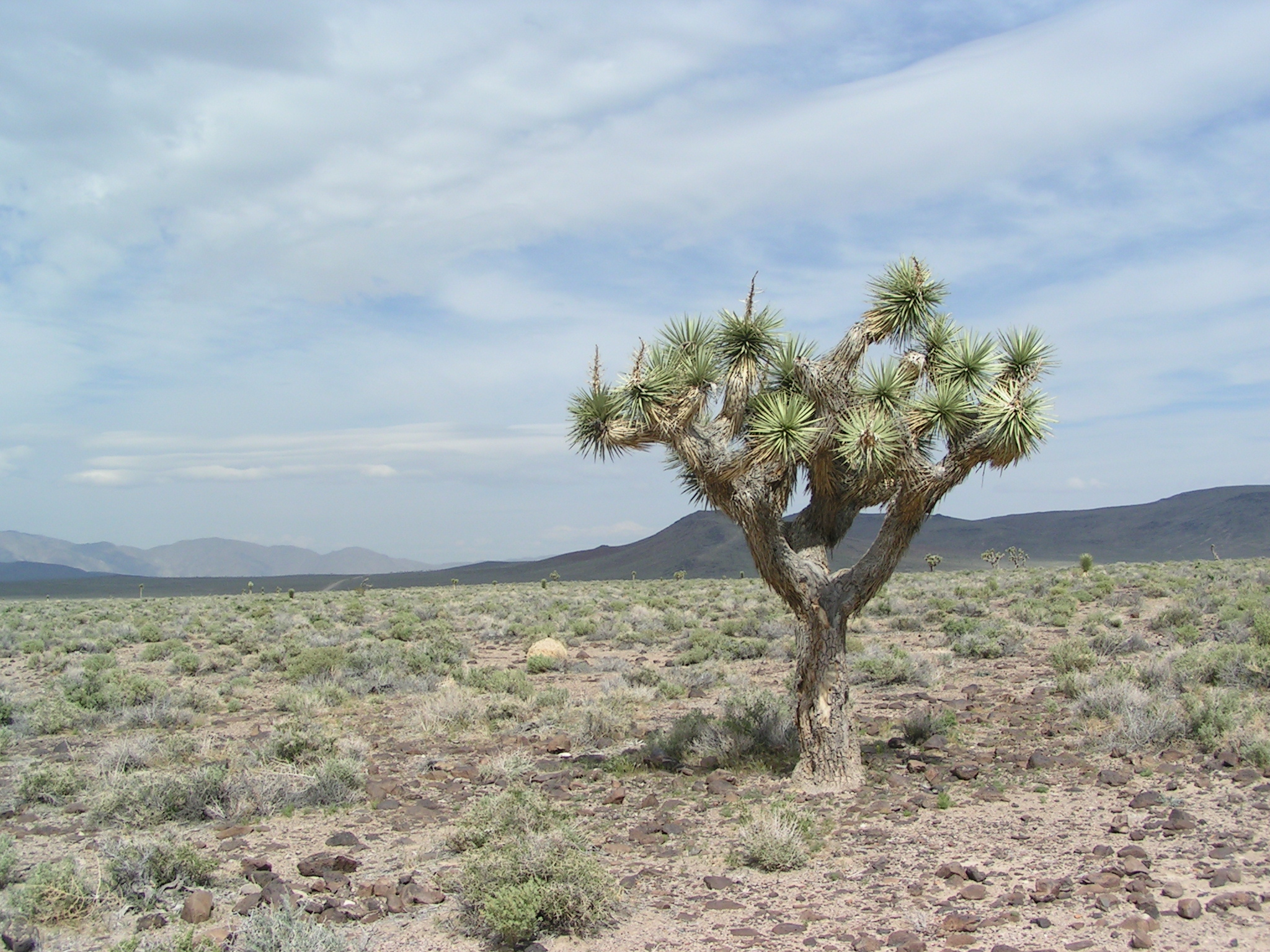
ジョシュア・ツリー

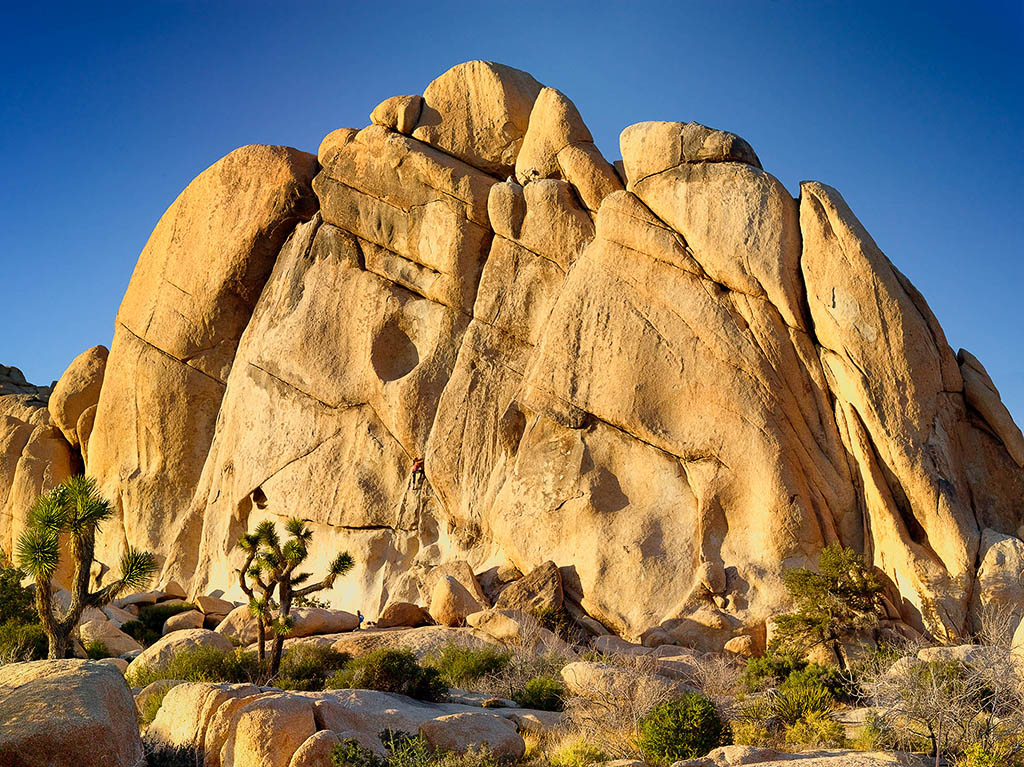
"Old Woman"ロック

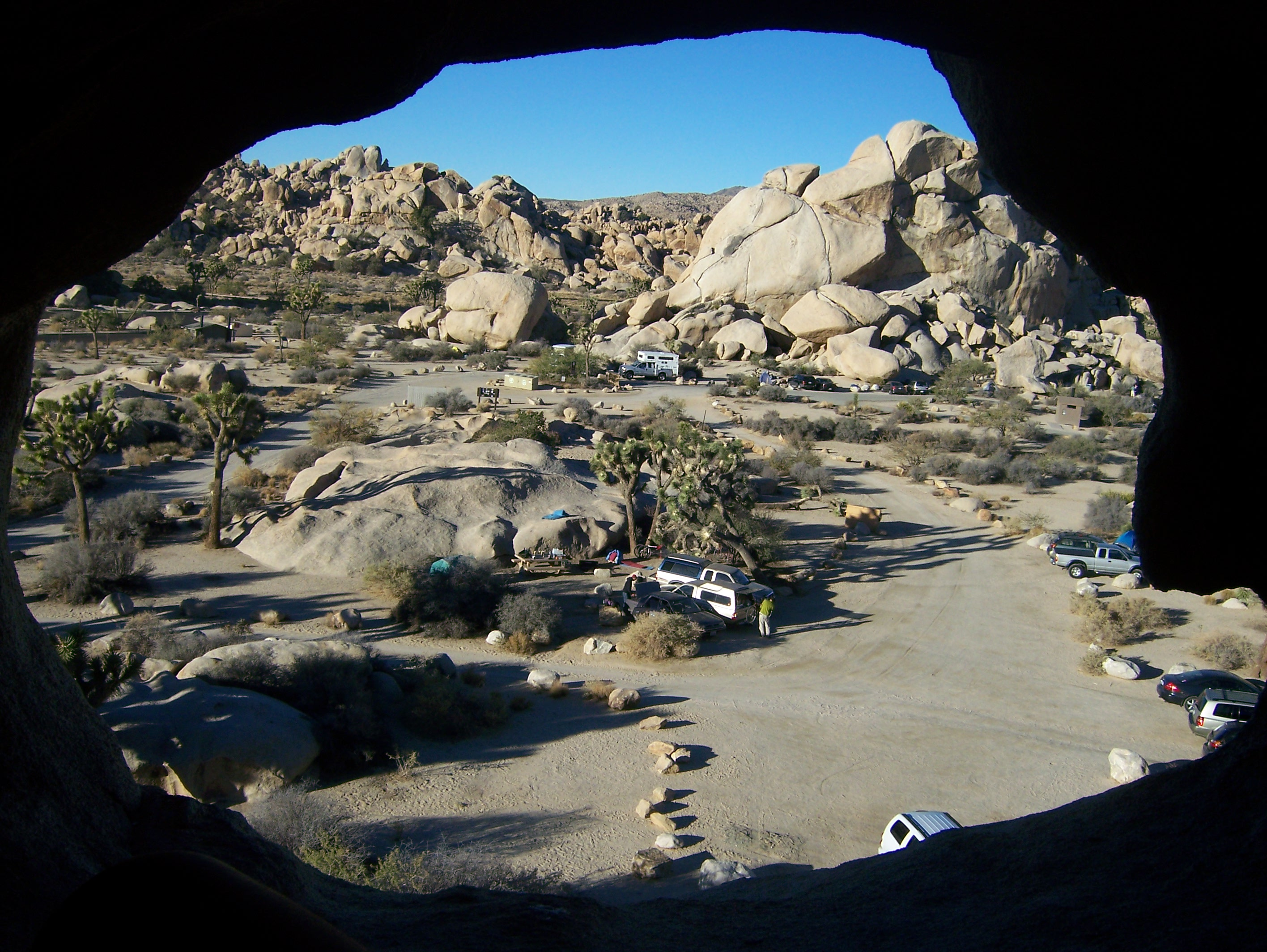
Hidden Valleyキャンプ場

ジョシュア・ツリー国立公園は、サン・バーナディノ郡とリバーサイド郡境にまたがっており、モハーヴェ砂漠とコロラド砂漠の2つの砂漠の各一部を含んでいる。各生態系は主として高度によって特徴付けられている。3,000フィート（900メートル）以下のところで、コロラド砂漠が公園の東部に広がっており、ワシントンヤシ属、クレオソートブッシュ、オコティーヨ、キリンドロプンティア属のサボテンの自然の庭がある。リトルサンバーナディノ山脈が公園の南西端を走っている。
より高度があり、比較的に湿度が高く、やや涼しいモハーヴェ砂漠は、ユッカの一種ジョシュア・ツリー（Yucca brevifolia）の特別な生息地であり、公園の名はここから採られた。ジョシュア・ツリーの植生に加え、この公園を特徴づけているものは残丘となっている様々な形をした巨岩群である。これらは1億年前頃に冷えて固まったマグマが地下水による浸食により形作られたものである。これらはロッククライミングとスクランブリングに絶好の場所となっている。
奇岩の巨礫の山とジョシュア・ツリーが景色を別世界のようにしている。公園内にはワシントンヤシが生えている５つのオアシスもある。
少なくとも240種の鳥が公園内で観察されている。野生動物を見るのに良い場所はバーカー・ダムで、ヒドゥン・バレー近くのパーキング・エリアから徒歩圏にある。ビッグホーンが時々水を飲みにダムに立ち寄る。バーカー・ダム・エリアのツアーが開かれている。
砂漠地帯であり、夏にはかなり暑くなり、冬には氷点下にもなる。過ごしやすい春秋は最高気温29度、最低気温10度、夏には最高気温は38度以上、最低気温24度、冬は最高気温15度最低気温は氷点下になる。雨は少なく年間降雨量は約100ミリメートルで湿度は25パーセント以下である。冬には高度の高いところでは降雪もある。
1984年、ジョシュア・ツリー国立公園はモハーヴェ砂漠とコロラド砂漠一帯のデスヴァレー国立公園、サンタロサ山脈野生生物保護区、アンザ・ボレゴ砂漠州立公園と共にユネスコの生物圏保護区に指定された。

## 公園内でのレクリエーション
公園は年中開いているが、来園者は過ごしやすくなる秋から増え始め春の開花期に最大になる。夏には暑さのため訪問者はかなり減る。公園内には4箇所のビジターセンターがあり案内をしている。
通年利用可能な9箇所のキャンプ場（計数百のキャンプサイト）があるが、水道および水洗トイレの施設があるキャンプ場はBlack Rock CampgroundとCottonwood Campgroundの2箇所で、他のキャンプ場には簡易トイレが設置されている。予約はBlack RockとIndian Coveキャンプ場で可能であるが、その他のキャンプ場は先着順となっている。
公園南部の未舗装道路は地域の地質の陳列棚である。キーズ・ビューの眺めの良い場所も南向きで、コーアチェラ・バレーとソルトン湖の眺めが楽しめる。廃墟となった金鉱のツアーが開かれている。公園を楽しむ最も簡単な方法は、ドライブして回り、巨礫の丘のいくつかに登ることである。
公園は、ロッククライマー（彼らは公園をしばしばＪツリーと呼ぶのだが）に極めて人気が高い。元々は、シエラネバダ山脈のヨセミテ滝やその他の地域が雪に閉ざされている間の冬場の練習場であった。しかし、その後独自の人気エリアになった。名前のついた登山ルートが文字通り数千あり、難度も様々である。典型的にはルートは短く、岩が高さ70メートル（230フィート）を超えることはまれであるが、通常そこまでの距離が短く、砂漠を通る簡単な道であり、1日で多くの面白い登山が楽しめる。岩はすべて石英モンゾナイトでできており、ヨセミテでのように岩を磨く雪や氷がないので、かなりごつごつした花崗岩である。
音楽家グラム・パーソンズはここを頻繁に訪れたロッククライマーで、最期もこの公園の近くのモーテルであった。彼の友人達が彼の死に際し、棺を奪い、大好きな岩の近くで火葬した。その地域にはパーソンズの幽霊がかすかなギター音楽とともに出るという伝説がある。

## その他
他の国立公園同様、連邦政府の予算が可決されず政府閉鎖が生じると公園の利用も中止されることとなるが、2018年12月から発生した政府閉鎖の際には公園は解放され続けた。しかしながら管理が行われなくなったキャンプ場では、人の排泄物が溢れ出し、衛生面と安全性への懸念が生じたことから、2019年1月2日よりキャンプ場が閉鎖されることとなった。